# Maria Mihalache
Maria Mihalache (* 11. oder 3. Mai 2003 in Bukarest) ist eine rumänische Leichtathletin, die sich auf den Sprint spezialisiert hat.

## Sportliche Laufbahn
Erste Erfahrungen bei internationalen Meisterschaften sammelte Maria Mihalache beim Europäischen Olympischen Jugendfestival 2019 in Baku, bei dem sie mit 12,03 s in der ersten Runde im 100-Meter-Lauf ausschied und auch mit der rumänischen Sprintstaffel (1000 m) mit 2:15,12 min den Finaleinzug verpasste. 2021 belegte sie bei den U20-Europameisterschaften in Tallinn in 24,44 s den achten Platz im 200-Meter-Lauf und schied über 100 m mit 11,60 s im Halbfinale aus. Anschließend erreichte sie bei den U20-Weltmeisterschaften in Nairobi über beide Distanzen das Halbfinale und schied dort mit 11,64 s bzw. 23,82 s aus. Im Jahr darauf gelangte sie bei den Balkan-Hallenmeisterschaften in Istanbul mit 7,53 s Rang sieben im 60-Meter-Lauf und im August schied sie bei den U20-Weltmeisterschaften in Cali mit 11,72 s und 24,21 s jeweils in der ersten Runde über 100 und 200 Meter aus. 2025 siegte sie dann in 7,31 s über 60 Meter bei den Balkan-Hallenmeisterschaften in Belgrad, ehe sie bei den Halleneuropameisterschaften in Apeldoorn mit 7,26 s im Halbfinale ausschied. Kurz darauf kam sie bei den Hallenweltmeisterschaften in Nanjing mit 7,34 s nicht über den Vorlauf hinaus. Im Juli schied sie bei den World University Games in Bochum mit 11,79 s und 24,57 s jeweils im Halbfinale über 100 und 200 Meter aus.
In den Jahren 2022 und 2024 wurde Mihalache rumänische Meisterin im 100-Meter-Lauf sowie 2022 auch über 200 Meter. 2019 und 2021 sowie 2023 und 2024 sie zudem Landesmeisterin in der 4-mal-100-Meter-Staffel sowie 2021 und 2024 auch in der 4-mal-400-Meter-Staffel. 2025 sicherte sie sich den Hallenmeistertitel über 60 Meter.

## Persönliche Bestzeiten
- 100 Meter: 11,58 s (+0,4 m/s), 29. Juni 2024 in Cluj-Napoca
  - 60 Meter (Halle): 7,26 s, 9. März 2025 in Apeldoorn
- 200 Meter: 23,67 s (+1,6 m/s), 16. Juli 2021 in Tallinn
  - 200 Meter (Halle): 25,02 s, 27. Februar 2022 in Bukarest